# Lak (Ungheria)
Lak è un comune dell'Ungheria di 625 abitanti (dati 2001) . È situato nella contea di Borsod-Abaúj-Zemplén.